# Троллейбусы Вальпараисо
Троллейбусная система города Вальпараисо, Чили, была открыта в 1952 году. Это вторая из самых старых троллейбусных систем Южной Америки. Первоначально государственная, система находится в частной собственности с 1982 года, а с 1994 года она остаётся единственной действующей троллейбусной системой в Чили. До 2010-х годов почти две трети всего подвижного состава составляли машины, произведённые в 1946—1952 годах компанией Pullman-Standard, и это старейшие в мире троллейбусы, находящиеся в регулярной эксплуатации. В 2003 году чилийское правительство объявило эти троллейбусы национальным памятником. Они помогли городу получить статус объекта всемирного наследия ЮНЕСКО.
В 1991—1992 годах для системы было приобретено несколько подержанных троллейбусов в четырёх швейцарских городах. Эти транспортные средства, уже старые на момент приобретения, стали историческими раритетами, находясь в эксплуатации по 45-50 лет и более. Так бывший цюрихский троллейбус номер 105 1959 года постройки являлся старейшим в мире эксплуатируемым сочленённым троллейбусом в течение почти 20 лет до списания в мае 2015 года. В конце 2010-х новая группа подержанных швейцарских троллейбусов, 14 машин NAW 1989 года выпуска из троллейбусной системы Люцерна, заменила все старые швейцарские машины и теперь составляет более половины парка; оставшаяся часть парка приходится на старинные троллейбусы Пуллман-Стандарт.
Троллейбусная система Вальпараисо стала одним из символов города и считается важной частью его культурного наследия. Многие портеньо — как обычно называют себя жители этого портового города — любят своеобразный и исторический троллейбусный транспорт своего города и высказались в его защиту, когда система оказывалась под угрозой закрытия. Частная обслуживающая компания не получает правительственной субсидии, а иногда испытывает финансовые трудности, подвергая систему риску закрытия. Один из таких случаев, когда в мае 2007 года компания объявила о планах по закрытию системы, вызвал протест местных жителей, и даже президент Чили Мишель Бачелет выступила в поддержку сохранения троллейбусного движения.
В настоящее время троллейбусы обслуживают только один маршрут, обозначенный номером 802 в региональном транспортном плане 2007 года. Троллейбусы ходят с понедельника по субботу с 7:00 до 22:00, по воскресеньям сервис отсутствует. Маршрут 802 соединяет Барон с Адуаной через Авенида Колон и другие улицы и имеет длину около 5 км. В настоящее время система принадлежит и обслуживается компанией Trolebuses de Chile, S.A. Местные часто называют эти транспортные средства троле (тележки), а не троллейбусы.

## История
Троллейбусное движение в Вальпараисо было запущено 31 декабря 1952 года. Это была хронологически вторая троллейбусная система Чили, после троллейбусной системы столицы страны, Сантьяго, открытой в 1947 году. Троллейбусная система Сантьяго была закрыта в 1978 году, а вторая система, которая открылась там в 1991 году, просуществовала только до 1994 года.

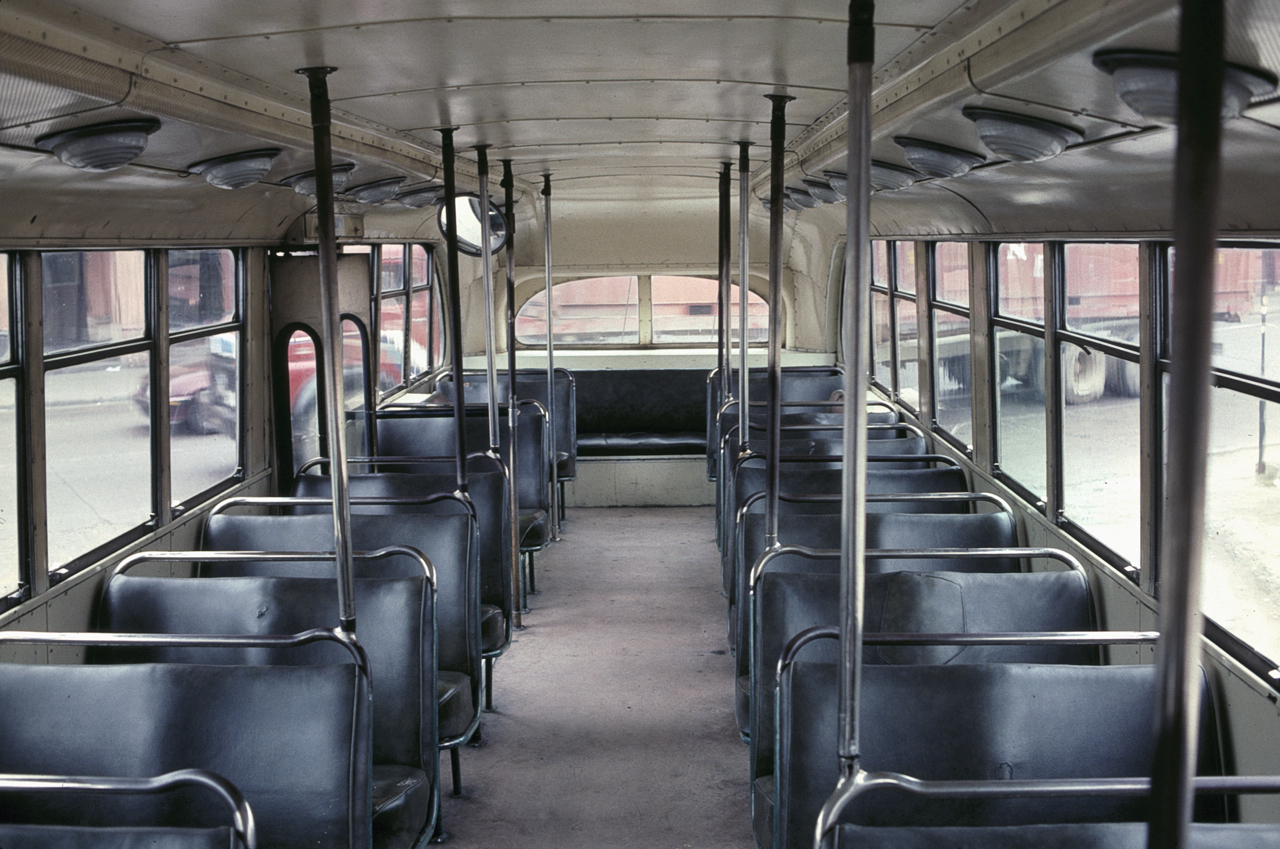
Интерьер одного из троллейбусов Pullman 1947 года

Троллейбусы в Вальпараисо пришли на смену трамваям. Конка появилась там в 1863 году, став одной из первых в Южной Америке, а в 1904 году её переоборудовали в систему электрического трамвая. Последний трамвай вышел на маршрут 30 декабря 1952 года, и на следующий день началось троллейбусное движение по маршруту, соединяющему Барон с площадью Виктория. Всего восемь дней спустя, 7 января 1953 года, маршрут был продлён от площади Виктории до Адуаны. Восточная половина этого первого маршрута Барон—Адуана следовала по улице Авенида Педро Монтт, но в феврале 1953 года был введен второй маршрут, соединяющий те же два конца города, но следовавший по улице Авенида Колон. Западная половина обоих маршрутов совпадала. Маршрут по Авенида Колон сохранился и по сей день.
В течение многих лет троллейбусные системы Сантьяго и Вальпараисо принадлежали национальному правительству. Их первоначальным оператором была Empresa Nacional de Transportes (ENT), которая с 1945 года обслуживала трамвайные системы в обоих городах. 2 мая 1953 года ENT была реорганизована в новое правительственное учреждение Empresa de Transportes Colectivos del Estado (ETCE), которое затем обслуживало систему в течение следующих 28 лет. В обоих городах использовались машины, изготовленные американским производителем Pullman-Standard. Для Вальпараисо ENT приобрела у Pullman 30 новых троллейбусов. Хотя Pullman более известна своими железнодорожными вагонами, компания являлась также крупным производителем троллейбусов в США, и произвела в общей сложности более 2000 машин. 30 троллейбусов для Вальпараисо были самыми последними троллейбусами, произведёнными компанией. Они были собраны в октябре — ноябре 1952 года.
Система ETCE города Сантьяго имела парк из 100 троллейбусов Pullman (номера 801—900), произведённых в 1946 (первые шесть), 1947 и 1948 годах и расширенный в 1953 году за счёт приобретения 100 троллейбусов, поставленных французской компанией Vétra (номера 901—1000). В 1954 году ETCE передала 39 троллейбусов Pullman из города Сантьяго в Вальпараисо для использования на новом 10-километровом междугородном маршруте до Винья-дель-Мар. Троллейбусная линия Вальпараисо — Винья-дель-Мар была открыта 7 декабря 1959 года. Однако междугородное сообщение продлилось менее пяти лет, будучи уже заброшенным к 1964 году, после чего троллейбусы эксплуатировались только в черте города Вальпараисо.

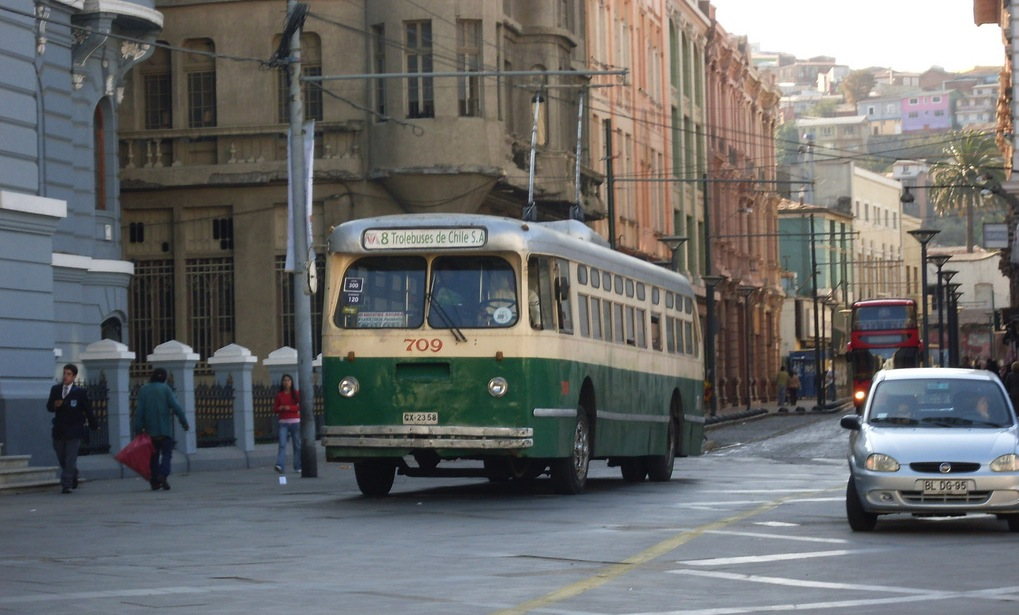
Троллейбус Pullman 1952 года выпуска под номером 709 в 2008 году

После военного переворота 1973 года новая администрация Пиночета сократила финансирование государственного общественного транспорта, и обе троллейбусные системы быстро пришли в упадок. ETCE отказался от своей троллейбусной системы Сантьяго во второй половине 1978 года. Троллейбусы Vetra были менее надёжными и к тому времени все были списаны. ETCE перевезла оставшиеся троллейбусы Pullman из Сантьяго в Вальпараисо, где некоторые были введены в эксплуатацию, а остальные были разобраны на запчасти.
Система Вальпараисо изо всех сил пыталась поддерживать свои устаревшие транспортные средства и инфраструктуру в условиях ограниченного финансирования, но в конечном итоге была закрыта 30 ноября 1981 года. Тем не менее, группа местных бизнесменов, заинтересованных в возрождении троллейбусного транспорта, вскоре приобрела активы распущенной в настоящее время компании Empresa de Transportes del Estado. 26 апреля 1982 года они образовали новую компанию, имя которой преднамеренно использовало те же самые инициалы, Empresa de Transportes Colectivos Eléctricos, Limitada (Электрическая Общественная Транспортная Компания, Ltd.; опять же ETCE), и в течение двух недель восстановили троллейбусную систему, используя те же транспортные средства. Троллейбусы продолжили следовать по двум маршрутам, оба соединяли Барон с Адуаной, но альтернативно, через улицы Авенида Колон или Авенида Педро Монтт. Маршруты не были пронумерованы.

## Эволюция подвижного состава

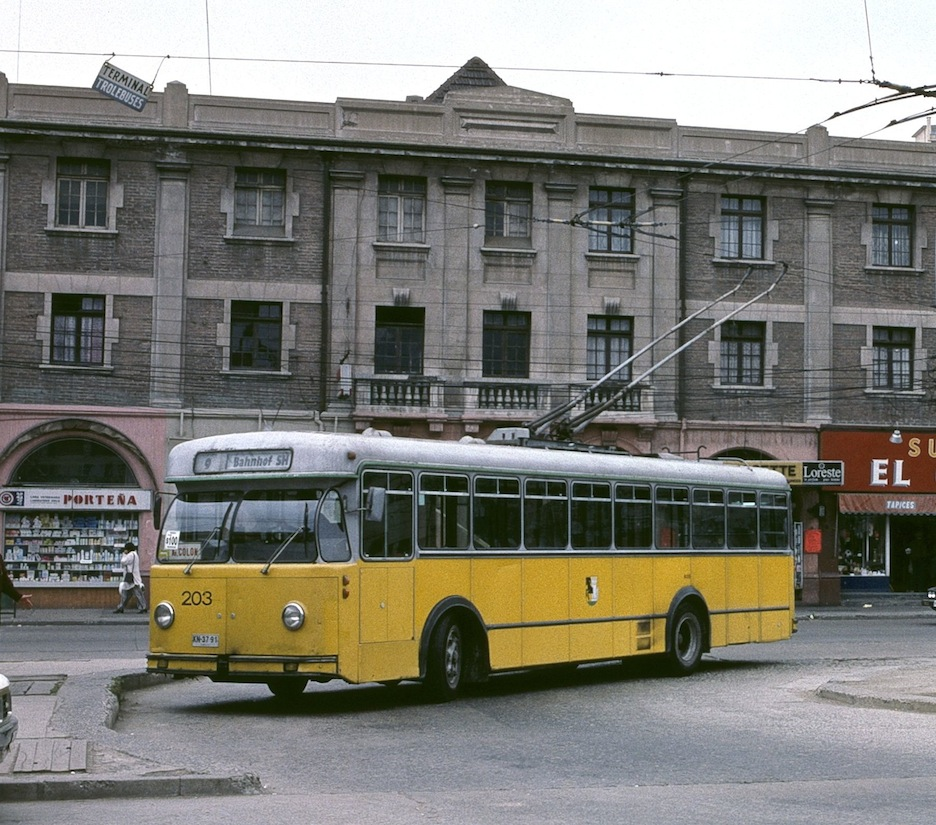
Привезённый из Шаффхаузена троллейбус под номером 203, всё ещё в цветах Шаффхаузена, на конечной остановке Барон в 1996 году. Он работал в Вальпараисо с 1992 по 2017 год.

В течение почти 40 лет парк состоял исключительно из троллейбусов Pullman-Standard. Это троллейбусы Pullman, произведённые в 1952 году для Вальпараисо (700-е номера), и, начиная с 1954 года, ряд троллейбусов Pullman, поставленных для Сантьяго в 1946—1948 годах (800-е номера). У всех была электрическая силовая установка от General Electric. По данным на 1986 год, общее количество троллейбусов, работавших на маршрутах, составляло 23-24.
В рамках программы, начатой в конце 1986 года и продолжавшейся до 1989 года, ETCE реконструировала кузова некоторых из своих машин 800-х номеров, осовременив их передние, а в некоторых случаях боковые и задние части. Остальные машины 700-х номеров не были реконструированы.

### Расширение в связи с открытием троллейбусной системы Сантьяго
В 1989 году ETCE объявила о планах построить троллейбусную систему в Сантьяго. С этой целью и для пополнения своего парка Вальпараисо компания начала приобретать подержанные троллейбусы из нескольких городов Швейцарии, где они были выведены из эксплуатации и заменены новыми. Хотя возраст машин составлял 15-30 лет, их состояние было хорошим при относительно невысокой цене. Первыми такими приобретениями стали шесть сочленённых троллейбусов FBW из Цюриха 1959—1964 годов сборки. Они прибыли в Вальпараисо в сентябре 1991 года и вышли на маршрут в конце того же года.
Для эксплуатации новой троллейбусной системы Сантьяго ETCE создала дочернюю компанию под названием Empresa de Trolebuses Santiago (троллейбусная компания Сантьяго) или ETS. К концу 1992 года ETCE приобрела не менее 31 подержанного швейцарского троллейбуса нескольких моделей и из четырёх разных городов. В начале 1992 года из Цюриха поступил ещё один сочленённый троллейбус FBW более поздней модели (1974 года выпуска), из Женевы — 16 сочленённых троллейбусов (14 машин Berna 1965 года выпуска и 2 FBW 1975 года выпуска), из Санкт-Галлена 5 двухосных машин Saurer 1970—1975 годов выпуска, и из Шаффхаузена — 3 FBW 1966 года выпуска, из которых 2 были сочленёнными.

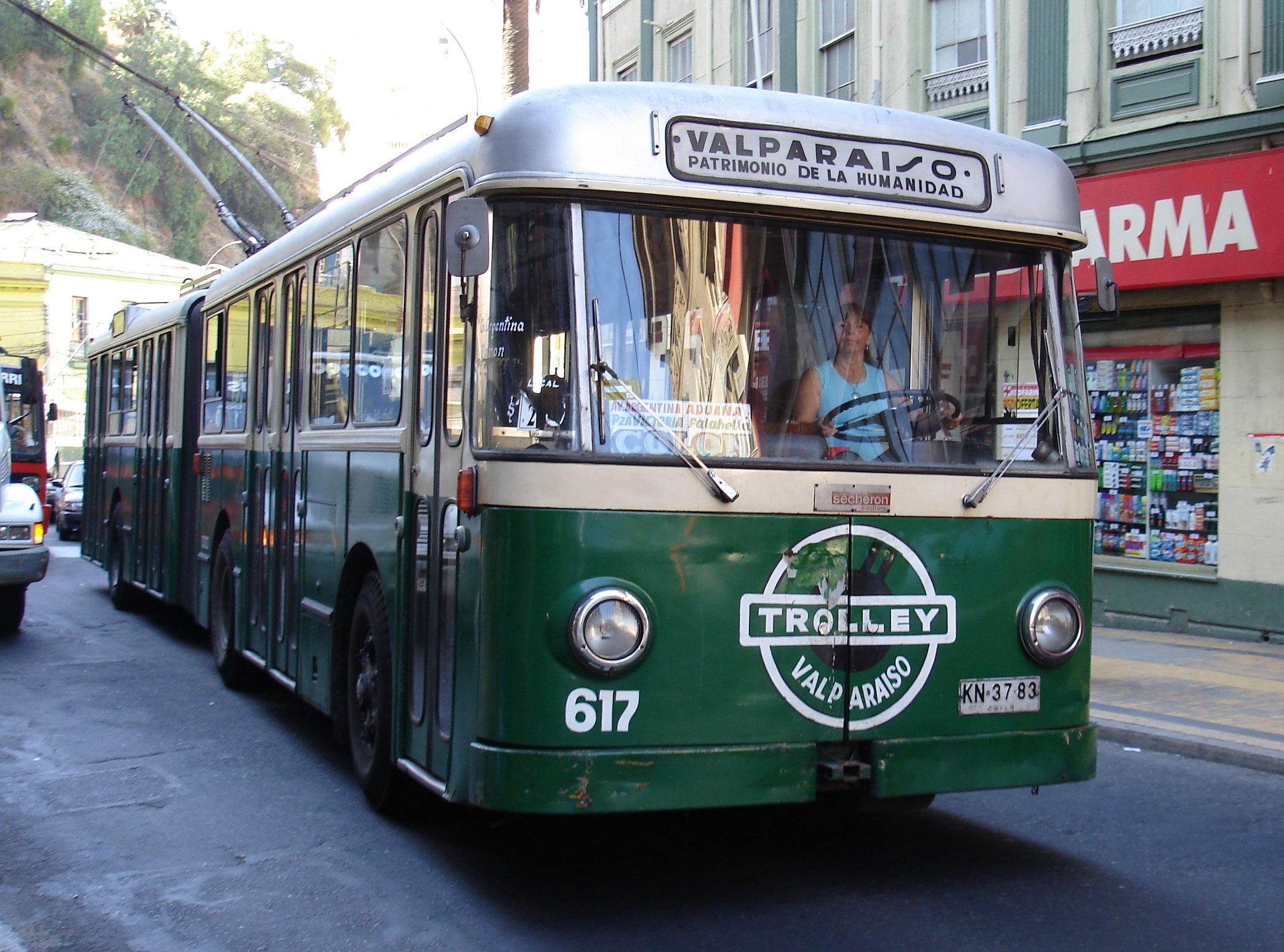
Привезённый из Женевы сочленённый троллейбус 1965 года сборки под номером 617 в 2006 году

ETCE провела программу капитального восстановления 18 машин Pullman, и фактически полностью заменив их кузова и приспособив для использования исключительно в своей новой системе ETS; они получили номера 101—118. Система Сантьяго была открыта 24 декабря 1991 года, в состав её парка вошли 4 цюрихские машины (с номерами 501—504) и первые несколько восстановленных машин Pullman. В течение двух месяцев троллейбусный парк Сантьяго пополнили 8 совершенно новых китайских троллейбусов Shenfeng (601—608) от Norinco, которые ETCE/ETS приобрела после обкатки прототипа машины Shenfeng в Вальпараисо в начале 1990 года. В Китае было несколько производителей троллейбусов, и эти девять машин для ETCE/ETS стали первыми троллейбусами китайской сборки, когда-либо экспортированными за пределы Азии.

### Обмен между городами
Большинство подержанных швейцарских троллейбусов в итоге оказались в Вальпараисо, некоторые начали эксплуатироваться там, эксплуатация других началась в 2011 году. Остальные использовались в качестве источников деталей. Все три шаффхаузенских машины поступили в эксплуатацию в Вальпараисо и никогда не ездили в Сантьяго. Три или четыре женевских машины были на время переведены в Сантьяго, но позже вернулись в Вальпараисо. В то же время парк Сантьяго сохранил четыре машины, привезённые из Цюриха, восемь машин Shenfeng и 18 реконструированных машин Pullman.
Троллейбусная система Сантьяго была закрыта в июле 1994 года. ETS приостановила её обслуживание 9 июля 1994 года, после нескольких месяцев финансовой борьбы перед лицом конкуренции со стороны других частных автобусных компаний, обслуживающих те же районы Сантьяго. В конечном итоге движение троллейбусов так и не возобновилось. Бо́льшая часть парка Сантьяго оставалась там на хранении, так как ETCE/ETS первоначально надеялась возобновить обслуживание, пока машины не были переведены в троллейбусный парк ETCE в Вальпараисо в начале 1996 года.

### После 1995 года

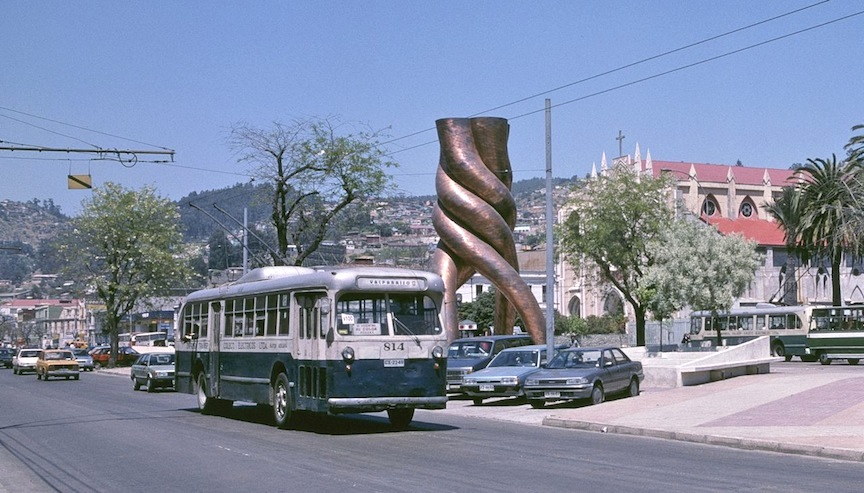
Троллейбус Pullman старого образца 1947 года сборки под номером 814 на авеню Аргентина в 1996 году. Эта машина все ещё находилась в эксплуатации в 2019 году.

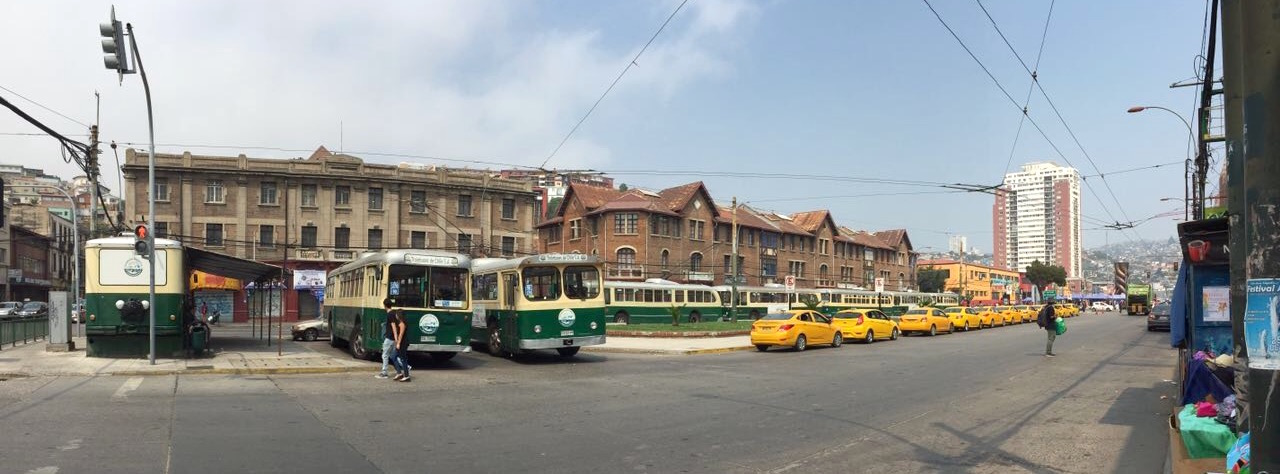
Конечная остановка Барон в 2017 году. Несколько троллейбусов Pullman; слева троллейбус 142 из Санкт-Галлена, переоборудованный в магазин и учреждение для водителей TCSA и супервайзеров.

Большая часть бывшего подвижного состава ETS оставалась в Вальпараисо на хранении нескольких лет, не использовалась и в конечном итоге была списана. Несколько женевских троллейбусов, недолгое время ездившие в Сантьяго, были введены в эксплуатацию вскоре после перемещения в Вальпараисо. Остальные троллейбусы системы ETS были введены в эксплуатацию в Вальпараисо только спустя несколько лет: две цюрихских машины в 2003 году, один восстановленный Pullman (116) в 2004 году и два троллейбуса Shenfeng (603 и 607), в 2004 и 2005 годах, соответственно.
Пять троллейбусов из Санкт-Галлена не были переоборудованы в соответствии с требованиями ETCE для работы при низком напряжении контактной сети в Вальпараисо (около 500 В — 550 В по сравнению с 600 В в Санкт-Галлене). Они эксплуатировались лишь кратковременно, большинство только в 1992 году, за исключением спорадического использования троллейбуса под номером 142 до 1995 или в начала 1996 года. Затем они находились на хранении, пока в 2008 году не были утилизированы, за исключением № 142. Это единственный оставшийся троллейбус из Санкт-Галлена был установлен на конечной остановке Барон на авеню Аргентина, после того как он был сильно переоборудован изнутри для использования в качестве магазина по продаже билетов и сувениров, а также для использования водителями и супервайзерами.
К 1992 году только один из более старых (1946—1948 годов) троллейбусов Pullman оставался не реконструированным, но всё ещё пригодным к эксплуатации, — построенный в 1947 году № 814. Тогдашний президент ETCE Педро Массаи решил сохранить № 814 в первозданном виде из-за его ценности в качестве объекта исторического наследия. № 814 стал старейшим в мире немодернизированным троллейбусом, всё ещё работающим на регулярном маршруте. Троллейбус Pullman № 814 был повреждён в результате пожара в августе 2003 года, но ETCE отремонтировала его, и уникальная машина вернулась в эксплуатацию в декабре 2003 года. По данным 2017 года, но всё ещё находился в эксплуатации.
В июле 2003 года Совет по национальным памятникам Чилийского правительства выпустил официальное постановление, согласно которому пятнадцати оставшимся троллейбусам Pullman-Standard, построенным в период с 1946 по 1952 год, был присвоен статус Национального исторического памятника (исп. Consejo de Monumentos Nacionales), постановление было подписано 26 сентября 2003 года. Это самые старые троллейбусы, которые до сих находятся в регулярной эксплуатации. Кроме того, Вальпараисо долгое время был единственным городом в мире, где троллейбус Pullman до сих пор находятся в коммерческой эксплуатации.

### 2010-е годы: люцернские троллейбусы
В марте 2014 года был подписан контракт на приобретение десяти подержанных троллейбусов у Verkehrsbetriebe Luzern, оператора троллейбусной системы Люцерна (Швейцария), компанией Trolebuses de Chile SA (TCSA), оператором троллейбусной иситемы Вальпараисо с 2007 года (см. ниже). Все эти транспортные средства были выпущены в 1989 году компанией NAW, но они всё ещё были значительно моложе, чем большинство машин в парке TCSA, за исключением одного Shenfeng 1991 года. Следующим по возрасту на тот момент был троллейбус 1966 года выпуска. Люцернские машины представляют собой 12-метровые двухосные троллейбусы, они были первыми троллейбусами, приобретёнными системой с 1992 года. Первое транспортное средство прибыло в Вальпараисо 28 июня, а остальные девять — между сентябрём 2014 и январём 2015 года.
Начало испытаний троллейбусов было отложено на несколько месяцев, поскольку выяснилось, что действующие правила дорожного движения запрещают перевозку пассажиров столь старыми транзитными транзитными средствами, причем для существующего парка TCSA было предоставлено исключение несколько лет назад. Правила были изменены в начале 2015 года, а испытания и обучение водителей на люцернских троллейбусах NAW начались в середине февраля 2015 года. Они начали вводиться в эксплуатацию 23 марта 2015 года, и к 1 апреля на маршрут вышли все 10 машин. Позднее TCSA приобрела ещё восемь троллейбусов того же типа в Люцерне. Первые четыре прибыли в Вальпараисо в августе 2017 года и были введены в эксплуатацию в октябре 2017 года, а оставшиеся четыре троллейбуса прибыли в конце ноября 2017 года, но по состоянию на январь 2019 года всё ещё не были введены в эксплуатацию.

## Текущий подвижной состав

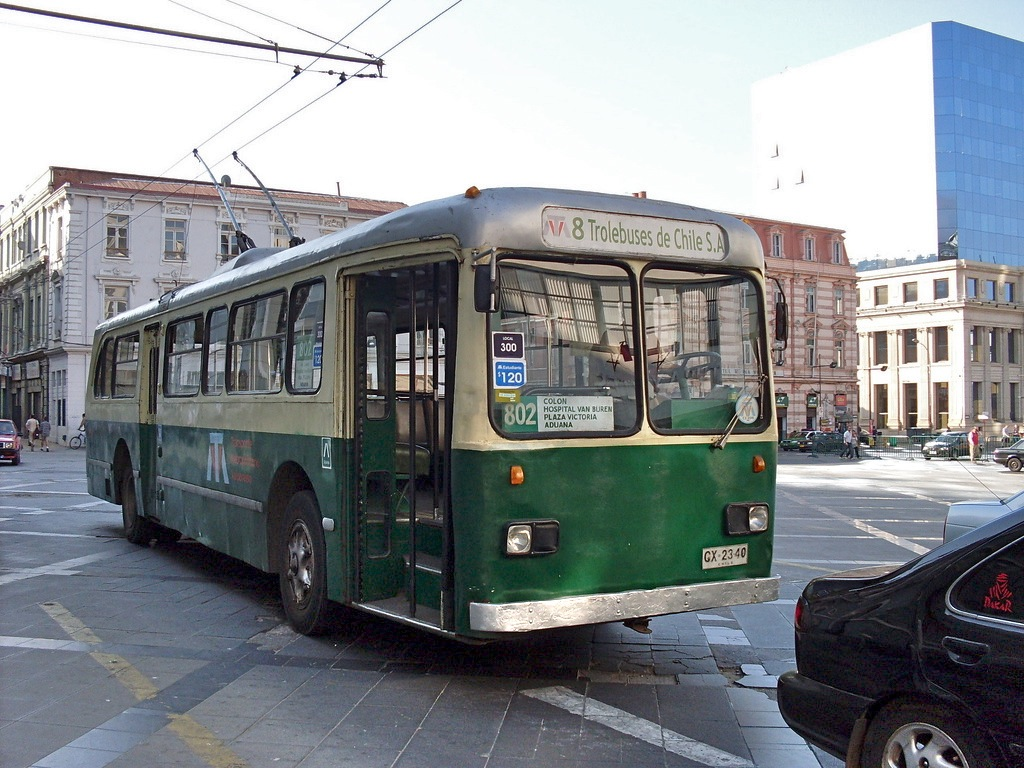
Троллейбус Pullman 1948 года выпуска, реконструированный около 1988 года, с новыми передними и боковыми окнами.

По состоянию на июль 2010 года парк насчитывал 23 троллейбуса в исправном состоянии. К январю 2019 года это число не изменилось, но 10 недавно приобретённых люцернских троллейбусов заменили все старые швейцарские машины. Троллейбусы Pullman-Standard, построенные между 1946 и 1952 годами, в 2015 году все ещё составляли более половины находящихся в эксплуатации машин, но к 2019 году их число сократилось до 9 из 23 исправных транспортных средств.
| Номер*                  | Производитель | Год выпуска | Год реконструкции | Примечания |
| ----------------------- | ------------- | ----------- | ----------------- | --- |
| 116                     | Pullman       | 1947        | 1991              | Бывший сантьягский 820. Получил номер 116 в 1991 году, когда был реконструирован для второй системы Сантьяго (ETS) |
| 709, 714, 715, 721, 723 | Pullman       | 1952        | н/п               | Троллейбусы, произведённые для Вальпараисо и до сих пор сохраняющие свои первоначальные кузова. № 714 получил модернизированное электрооборудование в 2010—2011 годах, но был выведен из эксплуатации в конце 2011 года и был списан в 2015 году. |
| 814                     | Pullman       | 1947        | н/п               | Бывший сантьягский 814. Сохраняет свой оригинальный, немодернизированный кузов. В 2015—2016 годах не эксплуатировался, но вернулся на маршрут в августе 2016 года после капитального ремонта механического и электрического оборудования.         |
| 801, 806, 821, 859      | Pullman       | 1946-48     | (1987-89)         | Бывший сантьягский. Реконструирован без замены кузова. |
| 802, 832, 888           | Pullman       | 1946-48     | (1988-89)         | Бывший сантьягский. Реконструирована только передняя часть. |

Примечания:

н/п = не проводилась (транспортные средства не реконструировались, все ещё в оригинальном виде); «бывший сантьягский» в этой таблице относится к троллейбусной системе 1947—1978 годов.

*: Жирный шрифт означает, что машина активна (находится в эксплуатации) по состоянию на январь 2019 года.
| Номер*                                                             | Производитель | Год выпуска | Год реконструкции | Тип         | Дата вывода из эксплуатации | Бывший номер                                                     |
| ------------------------------------------------------------------ | ------------- | ----------- | ----------------- | ----------- | --------------------------- | ---------------------------------------------------------------- |
| 105                                                                | FBW           | 1959        | 1991              | сочленённый | май 2015                    | Бывший цюрихский 105                                             |
| 503                                                                | FBW           | 1963        | 1991              | сочленённый | декабрь 2016                | Бывший цюрихский 129                                             |
| 504                                                                | FBW           | 1964        | 1991              | сочленённый | февраль 2012                | Бывший цюрихский 132                                             |
| 99, 612, 617                                                       | Berna         | 1965        | 1992              | сочленённый | 2013—2015                   | бывшие женевские 99 (ранее 607), 612, 617                        |
| 102                                                                | Berna         | 1966        | 1992              | сочленённый | конец 2009                  | бывший шаффхаузенский 102                                        |
| 203                                                                | Berna         | 1966        | 1992              | двухосный   | май 2017                    | бывший шаффхаузенский 203                                        |
| 603                                                                | Shenfeng      | 1991        | 1991              | двухосный   | 2014                        | использовался в Сантьяго (ETS) под номером 603 в 1991—1994 годах |
| 607                                                                | Shenfeng      | 1991        | 1991              | двухосный   | октябрь 2016                | использовался в Сантьяго (ETS) под номером 607 в 1991—1994 годах |
| 252, 260, 261, 262, 263, 264, 265, 266, 268—270, 272—276, 278, 279 | NAW           | 1989        | 2014—2015         | двухосный   | в эксплуатации              | бывшие люцернские 252, 260—266, 268—270, 272—276, 278, 279       |

Примечания:

*: Жирный шрифт означает, что машина активна (находится в эксплуатации) по состоянию на январь 2019 года.
Из оставшихся трёх действующих троллейбусов из Женевы, машина под номером 612 была снята с эксплуатации после того, как получила серьёзные повреждения, врезавшись в здание в ноябре 2010 года, и была утилизирована в 2012 году. Другие два женевских троллейбуса под номерами 617 и 099 были сняты с эксплуатации в середине 2013 года и в марте 2014 года соответственно из-за проблем с компрессорами и подвеской. Бывший цюрихский FBW № 504 был выведен из эксплуатации, получив сильные повреждения в результате пожара в феврале 2012 года. После того как 10 троллейбусов NAW из Люцерна были введены в эксплуатацию в 2015 году, временное снятие с эксплуатации двух последних женевских транспортных средств (617 и 099) стал постоянным, эксплуатация троллейбусов Shenfeng № 603 и 607 также была прекращена. Однако Shenfeng № 607 вернулся в строй в декабре 2015 года. Бывший шаффхаузенский № 203, последний из старшего поколения подержанных швейцарских троллейбусов 1960-х годов, был окончательно списан в мае 2017 года.

## Изменения маршрутов после 1990 года
|  |  |

|  |  |

|  |  |

|  |  |

|  |  |

|  |  |

|  |  |

|  |  |

|  |  |

|  |  |

|  |  |

|  |  |

|  |  |

|  |  |

|  |  |

|  |  |

|  |  |

|  |  |

|  |  |

|  |  |

|  |

|  |

|  |

|  |

|  |

|  |

|  |

|  |

|  |

|  |

|  |  |

|  |  |

|  |  |

|  |  |

|  |  |

|  |  |

|  |  |

|  |  |

|  |  |

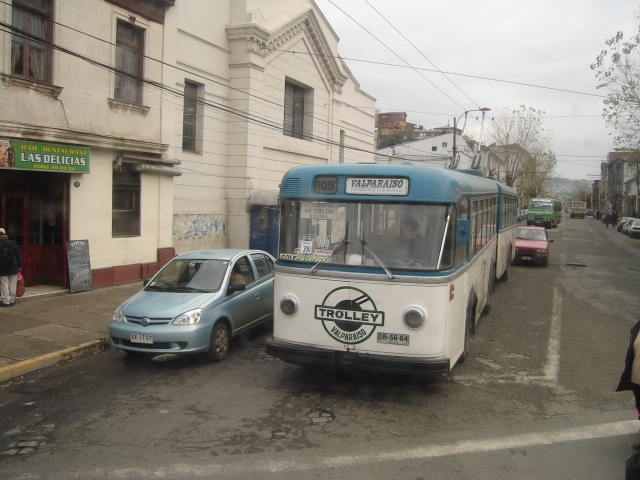
Цюрихский троллейбус № 105 (1959 года выпуска), старейший в мире эксплуатируемый сочленённый троллейбус в 2000-х и 2010-х годах, носящий логотип ETCE с 2003 по 2007 год.

Маршрут по улице Авенида Педро Монтт был упразднён в 1991 году, остался только один маршрут по Авенида Колон. С тех пор ETCE дважды пыталась восстановить маршрут по Авенида Педро Монтт, в октябре 2002 года и январе 2007 года, но в обоих случаях движение троллейбусов прекращалось несколько месяцев спустя, после того как оказывалось, что перевозка пассажиров, выполняемая по той же улице другими автобусными компаниями, делает троллейбусный маршрут убыточным.
В 2000 году была основана новая компания под названием Trolebuses de Chile, S.A. (TCSA), 40 % её акций принадлежат президенту ETCE Педро Массаи. ETCE осталась общим владельцем и оператором троллейбусной системы, но некоторые её активы, включая троллейбусную контактную сеть, были переданы новой компании. Во время трёхнедельной приостановки обслуживания пассажиров в августе 2002 года, вызванного забастовкой водителей, около 20 000 жителей города подписали петицию, призывающую обе стороны прийти к соглашению, которое позволило бы восстановить троллейбусную службу. Крупнейшая в городе газета El Mercurio также опубликовала передовицу в поддержку восстановления троллейбусного движения.
Компания Trolebuses de Chile, S.A. стала оператором троллейбусной системы в начале 2007 года.

## Изменения 2007 года
Троллейбусная система претерпела несколько изменений в начале 2007 года в связи с реализацией региональной программы координации общественного транспорта под названием Plan de Transporte Metropolitano Valparaíso (TMV) региональным министерством транспорта. TCSA восстановила прежний маршрут по улице Авенида Педро Монтт в январе, после того как министерство предоставило компании почти эксклюзивные права на предоставление транзитных услуг в этом коридоре. Теперь два маршрута компании стали носить номера 801 (через Авенида Педро Монтт) и 802 (через Авенида Колон) согласно плану TMV, который предусматривал нумерацию маршрутов всех маршрутных автобусов и микроавтобусов в регионе; ранее они не были пронумерованы. Конечными обоих маршрутов являлись Адуан и Барон. Согласно плану TMV, от операторов также требовалось применять единую схему окраски к своим транспортным средствам, с разными цветами для разных Unidades de negocios (бизнес-единиц). Маршруты TCSA были единственными маршрутами в Unidad 8, и компания должна была перекрасить все свои троллейбусы в единую зелёно-кремовую цветную гамму; перекраска была завершена в апреле 2007 года. До этого некоторые из находившихся в эксплуатации швейцарских троллейбусов (приобретённых 15-16 лет назад) сохраняли схемы раскраски своих городов происхождения, в то время как другие, в том числе некоторые машины Pullman, имели на своих бортах рекламу, что запрещалось планом TMV. С 6 января 2007 года также был введён воскресный сервис (на обоих маршрутах), впервые в истории обслуживания частной компанией и, возможно, в истории системы.

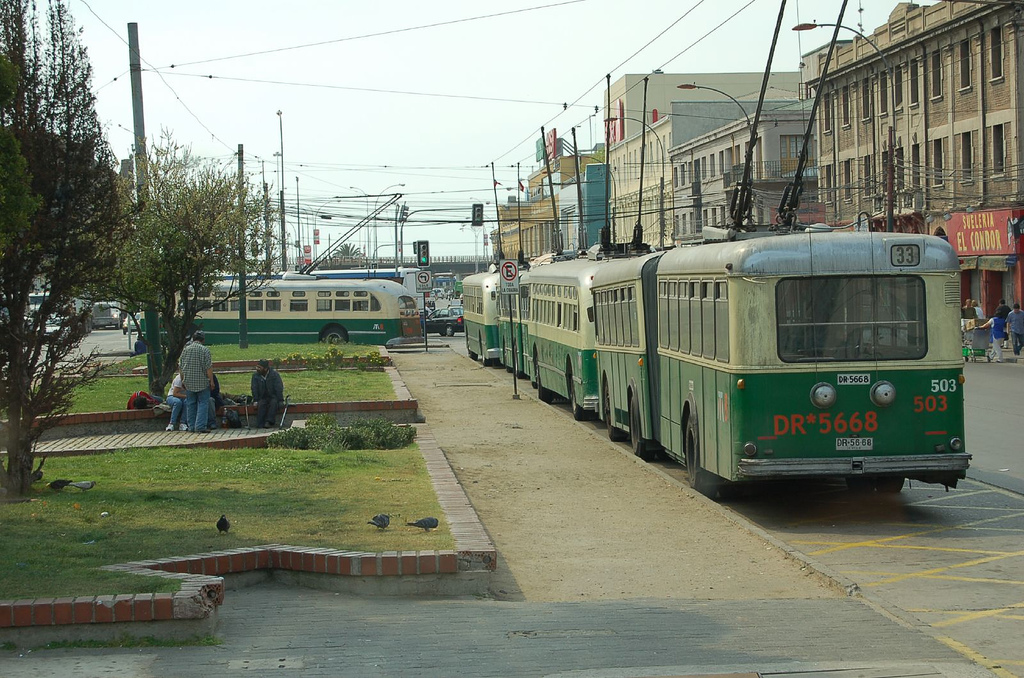
Троллейбусы выстроились в очередь на конечной остановке Барон, теперь все в единой цветовой гамме. Ближайший № 503 (бывший цюрихский № 129).

Первоначально TCSA сообщила об увеличении своего дохода по меньшей мере на 30 % после реорганизации, благодаря почти монополии на обслуживание загруженной Авенида Педро Монтт. Однако ситуация быстро изменилась после того, как жалобы торговцев с этой улицы всего через три недели убедили министерство транспорта разрешить возвращение на Авенида Педро Монтт 16 автобусных маршрутов, операторами которых являются другие компании. Выручка TCSA резко упала, и компания прекратила движение троллейбусов по воскресеньям в апреле 2007 года. Столкнувшись с такой неожиданной потерей прибыли и с учётом того, что компания только что потратила средства на перекраску своего парка (для удовлетворения требований TMV) и расширение обслуживания (для второго маршрута), TCSA в мае объявила, что троллейбусная система закроется в середине июня. Неожиданная новость расстроила многих горожан, так как старинные троллейбусы, признанные в 2003 году национальным историческим памятником, стали одним из символов Вальпараисо. Даже президент Чили Мишель Бачелет заявила о своей поддержке, сказав министру транспорта региона Рене Кортасару: «Троллейбусы не могут перестать ходить в Вальпараисо», во время обеда с мэром Вальпараисо. Переговоры между TCSA и правительственными чиновниками привели к соглашениям, которые предотвратили запланированное закрытие. Перевозка пассажиров продолжилась почти без изменений по старому маршруту по Авенида Колон (802), а движение по только возобновлённому маршруту по Авенида Педро Монтт (801) было снова прекращено примерно 1 сентября 2007.
31 октября 2007 года статус национального исторического памятника, данный ранее троллейбусам Pullman-Standard, был расширен и теперь включает бо́льшую часть инфраструктуры системы, в частности контактную сеть, опорные стойки и тяговые подстанции.

## Техническое обслуживание
Пытаясь урегулировать кризис середины 2007 года, чиновники обязались помочь TCSA найти лучшее место и оборудование для троллейбусного гаража. До 2000 года троллейбусный парк размещался и обслуживался в бывшем трамвайном депо города, открытом в 1904 году. Тем не менее, депо находилось в муниципальной собственности, и в 2000 году город продал его для запланированной реконструкции. Тогдашний владелец троллейбусной системы ETCE был вынужден искать другое депо для своего парка. Найти какое-либо закрытое помещение рядом с троллейбусным маршрутом не удалось, и поэтому в течение нескольких лет троллейбусы в основном оставались на городских улицах, когда они не использовались (включая ночное время), и все работы по техническому обслуживанию приходилось выполнять на открытом воздухе. В середине 2008 года TCSA начала арендовать здание, расположенное всего в 90 м от трассы, для использования в качестве нового депо. Впервые за восемь лет большая часть троллейбусного парка стала размещаться на ночь в помещении, а также появились помещения для технического обслуживания.
Троллейбусная система не получила значительных повреждений в результате землетрясения 2010 года. Обслуживание было приостановлено на два дня для оценки возможного ущерба троллейбусной инфраструктуре.
В январе 2010 года TCSA запустила летние экскурсии по городу на одном из исторических троллейбусов Pullman 1948 года постройки. Экскурсии проводились в январе—феврале 2010 года и возобновились в январе 2011 года.